# IC 2919-1
IC 2919-1 — галактика типу Sd () у сузір'ї Лев.
Цей об'єкт міститься в оригінальній редакції індексного каталогу.